# LIegir Lolita a Teheran
LIegir Lolita a Teheran (títol original en italià, Leggere Lolita a Teheran; títol original en anglès, Reading Lolita in Tehran) és una pel·lícula dramàtica italo-israeliana del 2024 dirigida per Eran Riklis. La pel·lícula és una adaptació del llibre homònim d'Azar Nafisi. S'ha doblat i subtitulat al català.